# Ал-Итихад ФК
„Ал-Итихад“ е професионален футболен клуб, базиран в Джида, Саудитска Арабия. Основан е през 1927 г.
Клубът е прекарал цялата си история във висшата лига на футбола в Саудитска Арабия, в момента известен като Саудитската професионална лига.
Мачовете на Ал-Итихад се играят на главния стадион на Джеда, „Кинг Абдула Спортс Сити“, който е вторият по големина стадион в Саудитска Арабия, побиращ 62 345 зрители.
Ал Итихад има дългогодишно съперничество с „Ал-Хилал“, което се нарича „Саудитско Ел Класико“ и се счита за най-известния и най-гледан двубой в саудитския футбол.
В него играят френски футболисти Карим Бензема и Н'Голо Канте. Печели арабското първенство през сезон 2022/2023.